# 内田明理
内田明理（1969年—）是一位日本的遊戲設計師，目前是Yuke's旗下内田实验室（Uchida lab）的负责人及游戏制作人。他曾担任科乐美数字娱乐的高级游戏制作人，以及科乐美数字娱乐旗下游戏制作部门LovePlus Production的总监。2015年3月15日从科乐美数字娱乐离职。

## 简历
内田明理在大学所学的专业是经济专业，因为打工的原因，在大学时接触到了电脑编程。
- 1993年，内田明理在大学毕业后进入科乐美（现“科乐美数字娱乐”）工作。最初的工作是程序员；为科乐美儿童向电子绘画板“Picno”（ピクノ）开发程序。
- 2000年开始，内田明理参与策划制作了女性向模拟恋爱游戏《心跳回忆 Girl's Side》系列，获得了良好的反响。他本人也被系列粉丝爱称为“内P”。
- 2009年，由内田明理带头开发的掌机模拟恋爱游戏《LOVEPLUS》发售，该系列在日本和亚洲地区掀起了“国民女友”的风潮。他本人被系列粉丝爱称为“岳父”（お義父さん）。
- 2010年12月23日，在《LOVEPLUS圣诞祭2010》（メリープラスマス2010）上，科乐美数字娱乐宣布将《心跳回忆 Girl'Side》系列开发组、《尖顶帽》系列开发组和《LOVEPLUS》系列开发组合并为“Love Plus Production”游戏工作室；该工作室由内田明理全权负责。[2][3]
- 2015年3月16日，在其个人Twitter帐号上宣布已于本月15日从科乐美辞职。而他的长期搭档角色设计师三野太郎（ミノ☆タロー，现箕星太朗）在他之前也已从科乐美离职。[4]
- 2015年6月10日，他正式宣布加入日本游戏开发公司Yuke's（英语：Yuke's），并担任以其名字命名的内田实验室（Uchida lab）的负责人及游戏制作人。[5]

## 参与作品

### Yuke's时期
- 《ARperformers》
  - 2016年 || 现实增强 || 制作人

### 科乐美时期
- 《大盗伍佑卫门～宇宙海贼～》（がんばれゴエモン〜宇宙海賊アコギング〜） 
  - 1996年3月22日 || PlayStation || 程序员
- 《长野超级奥林匹克/98年长野冬奥会》（ハイパーオリンピック イン ナガノ，Nagano Winter Olympics '98）
  - 1997年12月18日 · 1997年12月31日 || PlayStation版本 || 游戏程序
- 《勁爆熱舞》（Dance Dance Revolution）
  - 1999年4月10日 || PlayStation || 程序员
- 《风云！抚子Collection》（風雲！なでしこコレクション）
  - 2013年2月14日 || GREE: iOS，Android || 制作人

#### 心跳回忆 Girl's Side系列
- 《心跳回憶 Girl's Side》（ときめきメモリアル Girl's Side） 
  - 2002年6月20日 || PlayStation 2 || 原案策划，编剧，总监
  - 《心跳回憶 Girl's Side 1st Love》（ときめきメモリアル Girl's Side 1st Love） 
    - 2009年3月12日 || 任天堂DS || 总监

  - 《心跳回憶 Girl's Side 1st Love Plus》（ときめきメモリアル Girl's Side 1st Love Plus） 
    - 2007年3月15日 || 任天堂DS || 特别总监
- 《心跳回憶 Girl's Side 2nd Kiss》（ときめきメモリアル Girl's Side 2nd Kiss）
  - 2006年8月3日 || PlayStation 2 || 原案策划，场景监督，制作人
  - 《心跳回憶 Girl's Side 2nd Kiss 2nd Season》（ときめきメモリアル Girl's Side 2nd Kiss 2nd Season）
    - 2008年2月14日 || 任天堂DS || 特别总监
- 《心跳回憶 Girl's Side 3rd Story》（ときめきメモリアル Girl's Side 3rd Story）
  - 2010年6月24日 || 任天堂DS || 策划，场景，制作人
  - 《心跳回憶 Girl's Side Premium 〜3rd Story〜》（ときめきメモリアル Girl's Side Premium 〜3rd Story〜）
    - 2012年3月15日 || PlayStation Portable || 策划，场景，高级制作人

#### 火爆玫瑰系列
- 《火爆玫瑰》（ランブルローズ）
  - 2004年11月9日 · 2005年2月17日 · 2005年2月18日 || PlayStation 2 || 总制作人
- 《火爆玫瑰XX》（ランブルローズXX）
  - 2006年3月28日 · 2006年3月30日 · 2005年5月12日 || Xbox 360 || 总制作人

#### 尖顶帽系列
- 《尖顶帽与魔法的365天/魔法师冒险：神秘时代》（とんがりボウシと魔法の365にち）
  - 2008年11月13日 · 2009年3月13日 · 2009年5月11日 || 任天堂DS || ?
- 《尖顶帽与魔法商店》（とんがりボウシと魔法のお店）
  - 2010年11月11日 || 任天堂DS || ?
- 《尖顶帽与时尚魔女》（とんがりボウシとおしゃれな魔法使い）
  - 2011年12月10日 || 任天堂DS || ?
- 《尖顶帽与魔法小镇》（とんがりボウシと魔法の町）
  - 2012年12月20日 || 任天堂3DS || ?

#### Love Plus系列
- 《Love Plus》（ラブプラス）
  - 2009年9月3日 || 任天堂DS || 制作人，剧本
- 《Love Plus+》（ラブプラス+）
  - 2010年6月24日 || 任天堂DS || 制作人，剧本
- 《New Love Plus》（NEW ラブプラス）
  - 2012年2月14日 || 任天堂3DS || 高级制作人，剧本
- 《Love Plus Collection》（ラブプラス コレクション）
  - 2013年4月8日 || GREE: iOS，Android || ?
- 《New Love Plus+》（NEW ラブプラス+）
  - 2014年3月27日 || 任天堂3DS || 高级制作人，剧本